# HAL (소프트웨어)
HAL(Hardware Abstraction Layer 또는 Hardware Annotation Library)은 하드웨어 추상화를 제공하는 유닉스 계열 운영 체제를 위한 소프트웨어 하위 시스템이다.
HAL은 현재 대부분의 리눅스 배포판과 FreeBSD에서 구식화되어 있다. 기능은 리눅스에서는 2008년~2010년 기준으로 udev로 병합되었으며 FreeBSD의 경우 devd에 병합되었다. 이전에 HAL은 udev 위에서 개발되었다.
기타 일부 운영 체제들은 udev나 devd와 같은 대안이 없어서 HAL을 여전히 사용 중이다.
하드웨어 추상화 계층의 목적은 기반이 되는 하드웨어의 종류에 관계 없이 단순하고 포터블하고 추상화된 API를 통해 데스크톱 응용 프로그램들이 호스트 시스템의 컴퓨터 하드웨어를 발견하고 사용할 수 있게 하는 것이다.

## 같이 보기
- Udev